# Bougainvillia lamellata
Bougainvillia lamellata is een hydroïdpoliep uit de familie Bougainvilliidae. De poliep komt uit het geslacht Bougainvillia. Bougainvillia lamellata werd in 2007 voor het eerst wetenschappelijk beschreven door Xu, Huang & Liu. 